# Palais Breuner

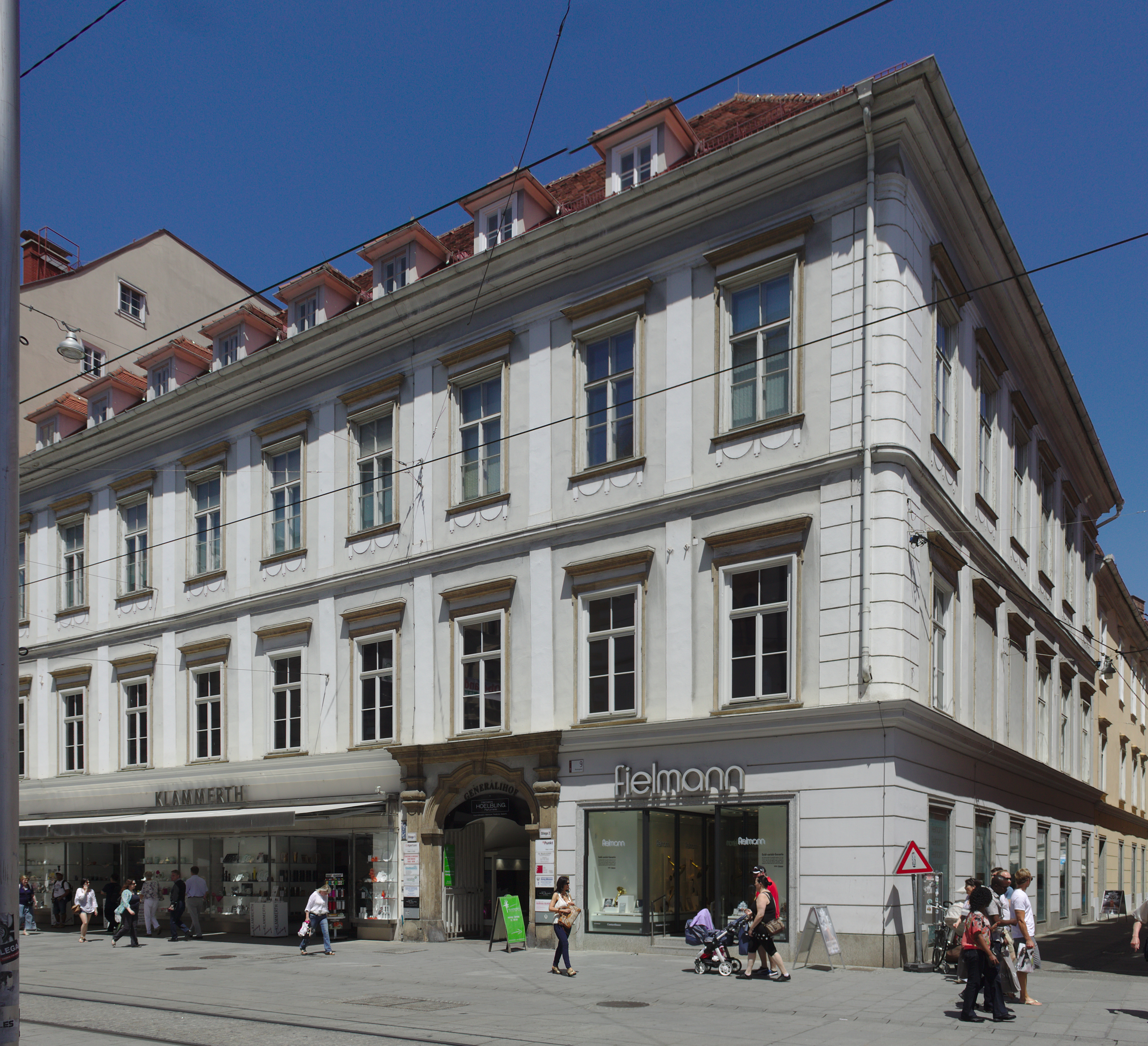
Palais Breuner

Das Palais Breuner ist ein ehemaliges Grazer Stadtpalais an der Ecke Herrengasse und Stempfergasse im Bezirk Innere Stadt.

## Geschichte
Bis 1565 befand sich ein Vorgängerbau des Palais Breuner im Besitz des Grazer Ratbürgers Marx Ste(ä?)mpfer, nach dem die „Stempfergasse“ benannt wurde. Im selben Jahr wurde es ihm von Servatius von Teuffenbach abgekauft und unter Einbeziehung zweier weiterer Bürgerhäuser zu einem Palais ausgebaut. Der Bau im Renaissancestil wurde fünf Jahre später, im Jahr 1570, fertiggestellt. Das Gebäude kam durch Erbschaft in den Besitz der Grafen von Breuner. 1639 verkaufte es ein Freiherr von Stadl an den Grafen Hans Sigmund von Wagensberg, der es seiner Tochter Regina, die mit Maximilian von Breuner verheiratet, aber zu diesem Zeitpunkt bereits verwitwet war, weiter verschenkte. Carl Gottfried von Breuner, ein Hofkammerpräsident, ließ das Palais, nachdem er 1666 zum Grafen geadelt worden war, vom Baumeister Franz Isidor Carlone umbauen. Die Barockisierung des Palais erfolgte 1742 und wurde von Karl Adam Graf Breuner von Stübing-Fladnitz in Auftrag gegeben, bis es wenige Jahre später zu den schönsten Grazer Stadthäusern gezählt wurde.
Das seit 1783 in Teilen vermietete Haus wurde bei einer Pulverexplosion im Jahr 1822 schwer in Mitleidenschaft gezogen, als der an der Stempfergasse gelegene Trakt einstürzte. Dieses Ereignis war der Anlass für eine strengere Feuerverordnung in Graz. Ab 1828 befand sich das Palais Breuner einer Erbschaft wegen bis 1932 im Besitz der Familie der Grafen von Lamberg. Nach einem Bombentreffer im Jahr 1944 während des Zweiten Weltkriegs wurde der Trakt auf der Seite der Stempfergasse erneut schwer beschädigt. In die Räumlichkeiten zogen von 1945 bis 1987 die Redaktion einer Tageszeitung, sowie die Ärztebank und einige Büros ein. 1989 und 1990 wurde das ehemalige Palais generalsaniert.

## Architektur und Gestaltung

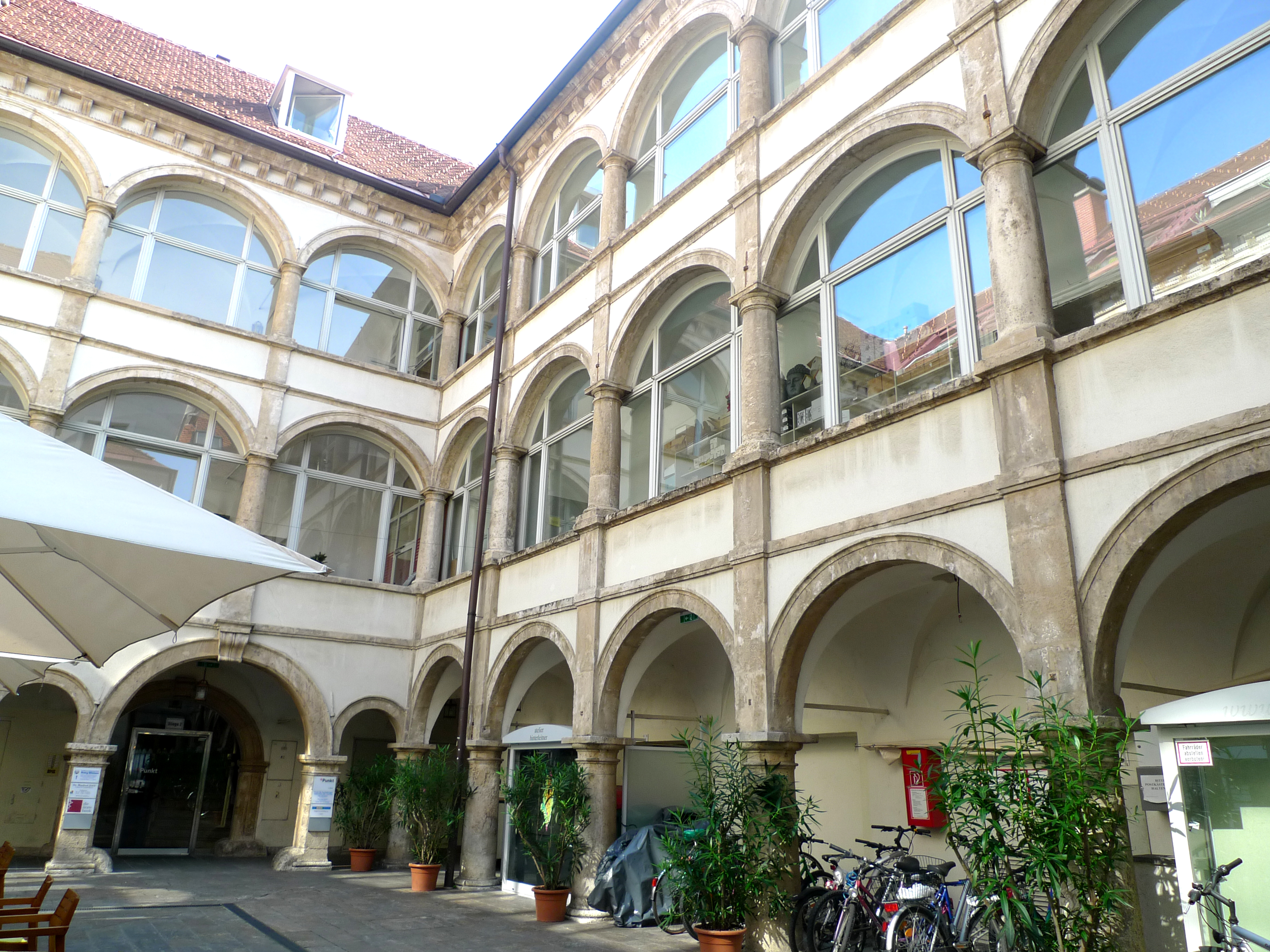
Renaissance-Arkadenhof im Palais Breuner

Beim Palais Breuner handelt es sich um ein Eckhaus mit drei Geschoßen, das einen Renaissance-Arkadenhof umschließt. Die Fassadierung entstammt einer Barockisierung aus 1730/35, die später einige Male überarbeitet wurde. Die steinerne Rahmung des Rundbogen-Portals setzt sich aus Pilastern mit geschweiften Kapitellaufsätzen und einer geraden Verdachung zusammen. Nach der Art des Architekten Johann Georg Stengg wurde um das Jahr 1740 das Portal geschaffen. Die Fassadenzone des Erdgeschoßes wurde durch den Einbau von Geschäftslokalen zum größten Teil zerstört. Die Stallungen waren ursprünglich im Nordwesttrakt untergebracht. Davon zeugen heute die Kreuzgratgewölbe der Räume.
Durch das Portal erreicht man einen der schönsten Arkadenhöfe der Stadt Graz, dessen Gestaltung vermutlich aus der Schule des Baumeisters Dell’Allios stammt. Die Arkaden werden von toskanischen Säulen gestützt. Nach der Vermauerung der Arkaden im 19. Jahrhundert wurden sie 1989/90 wieder freigelegt und mit einer Verglasung versehen. An einer Seite ist ein barockes Treppenhaus angebaut worden.
Die Ausstattung der Innenräume ging bereits im 19. Jahrhundert verloren. Nur vier Stuckdecken von Johannes Formentini sind im Hauptbau erhalten geblieben. Steinerne Renaissance-Türrahmen erinnern an die ehemalige Beletage des Palais Breuner, wobei drei Räume im ersten Stockwerk des Nordost-Flügels mit Biedermeier-Deckenmalerein versehen sind.